# Municipio de Gilmore (condado de Isabella)
El municipio de Gilmore (en inglés: Gilmore Township) es un municipio ubicado en el condado de Isabella en el estado estadounidense de Míchigan. En el año 2010 tenía una población de 1459 habitantes y una densidad poblacional de 15,64 personas por km².

## Geografía
El municipio de Gilmore se encuentra ubicado en las coordenadas 43°46′24″N 84°55′12″O / 43.77333, -84.92000. Según la Oficina del Censo de los Estados Unidos, el municipio tiene una superficie total de 93.28 km², de la cual 92,18 km² corresponden a tierra firme y (1,17 %) 1,09 km² es agua.

## Demografía
Según el censo de 2010, había 1459 personas residiendo en el municipio de Gilmore. La densidad de población era de 15,64 hab./km². De los 1459 habitantes, el municipio de Gilmore estaba compuesto por el 96,44 % blancos, el 0,14 % eran afroamericanos, el 1,3 % eran amerindios, el 0,21 % eran asiáticos, el 0,27 % eran de otras razas y el 1,64 % eran de una mezcla de razas. Del total de la población el 2,06 % eran hispanos o latinos de cualquier raza.